# James Edwin Campbell
James Edwin Campbell (Pomeroy, 28 settembre 1867 – 26 gennaio 1896) è stato un poeta, editore e saggista statunitense.
Le notizie della sua vita sono scarse: frequentò il Miami College, fu autore del libro di poesie Echoes from the Cabin and Elsewhere e collaboratore del Four O'Clock Magazine.
Campbell ha un dialetto primitivo, con fonetica del dialetto parlato dagli afroamericani delle isole della Carolina del Sud e della Georgia, molto simile all'idioma dei neri delle Indie Occidentali, in contrasto con la pronuncia dei neri americani del secolo scorso.

## Biografia
Nasce nel 1867 a Pomeroy, dove completa gli studi di istruzione secondaria nel 1884. Il suo primo lavoro è stato l'insegnante a Buck Ridge per 2 anni. Si trasferisce in Virginia Occidentale dove lavora come editore per i giornali The Pioneer e West Virginia Enterprise. È stato preside della Point Pleasant Colored School (poi rinominata Langston Academy) dal 1891 al 1892. Campbell è stato il primo preside della West Virginia Colored Institute (oggi chiamata West Virginia State University) dal 1892 al 1894.